# ACD (gen)
El gen homólogo de la displasia adrenocortical, o ACD por sus siglas en inglés (Adrenocortical dysplasia homolog), aunque su símbolo más empleado en la literatura es TPP1. Actualmente se recomienda evitar esta denominación dejándola para el gen de la tripeptidil peptidasa del cromosoma 11. Es un gen humano.
Este gen codifica una proteína que está implicada en la función telomérica Esta proteína es una de las seis proteínas centrales del complejo telosómico, cuya función es mantener la longitud del telómero y proteger sus extromos. Mediante su interacción con otros componentes, esta proteína desempeña un papel esencial en el ensamblaje y estabilización de este complejo y media en el acceso de la telomerasa al telómero. Se han encontrado múltiples variantes de transcripción que codifican diferentes isoformas para este gen.